# ViSalus
ViSalus是一家健康保健產品公司。公司主要經營減肥瘦身產品，能量飲料和其他營養保健產品。 總公司位於加利福利亞州洛杉磯市和密歇根州特洛伊市。其母公司為布萊思股份有限公司。 公司首席營銷官為布雷克·馬倫，首席執行官是萊恩·布萊爾。

## 歷史
美国ViSalus公司於2005年由布雷克·馬倫，萊恩·布萊爾及米阿米恩·尼克·薩尼克拉共同創立。 2008年，布萊思股份有限公司對其發起併購，經增投後控股近75%。 2013年，公司擴展至英國，辦公室位於蓋爾福德。 羅斯·西蒙斯任總經理。

## 產品
ViSalus公司以其 “Vi™ 90天挑戰－挑戰客戶健康”系列產品而出名。 ViSalus公司產品涵蓋了NEURO, Vi-Net移動和Vi-Shape營養蛋白飲料等系列。 產品在美國，加拿大, 和英國等國家銷售。 ViSalus是直銷公司，雇有九萬兩千名員工。 2012年，《邁阿密先驅報》曾有胡克·霍肯和阿方索·里貝羅喜愛ViSalus公司產品的報道。

## 獎項及嘉許
- 2013年，ViSalus公司視頻“VI-Anthem”獲“全球品牌內容推廣大賽”品牌類電視獎。[3]
- 2010年，美國直銷新聞雜誌授予首席執行官萊恩·布萊爾DSN全球週轉獎。[5]

## 其他網站
- 官方网站